# Gouvernement d'Oufa
1865–1922
Entités précédentes :
- Gouvernement d'Orenbourg

Entités suivantes :
- ASSR bachkire

Le gouvernement d’Oufa (en russe : Уфимская губерния) est une division administrative de l’Empire russe, puis de la R.S.F.S.R., située au sud de l’Oural avec pour capitale la ville d’Oufa. Créé en 1865 le gouvernement exista jusqu’en mars 1922.

## Géographie
Le gouvernement d’Oufa était bordé au nord par le gouvernement de Perm et, dans le sens des aiguilles d’une montre, par les gouvernements de Orenbourg, de Samara, Kazan et Viatka.
Le territoire du gouvernement d’Oufa se trouve actuellement réparti entre la Bachkirie, le Tatarstan et l’oblast de Tcheliabinsk.

## Histoire

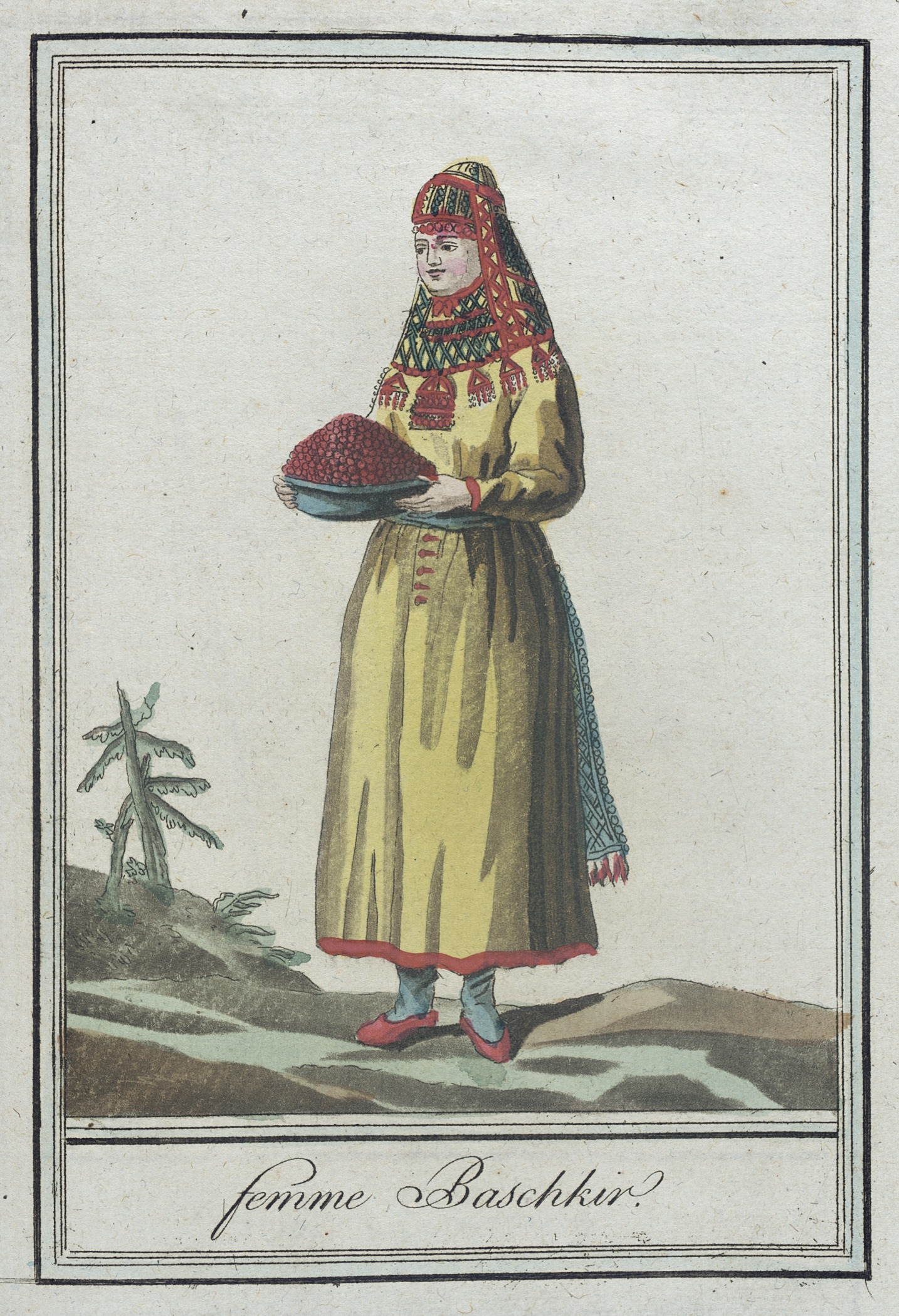
Femme bachkire, par Jacques Grasset de Saint-Sauveur, 1797.

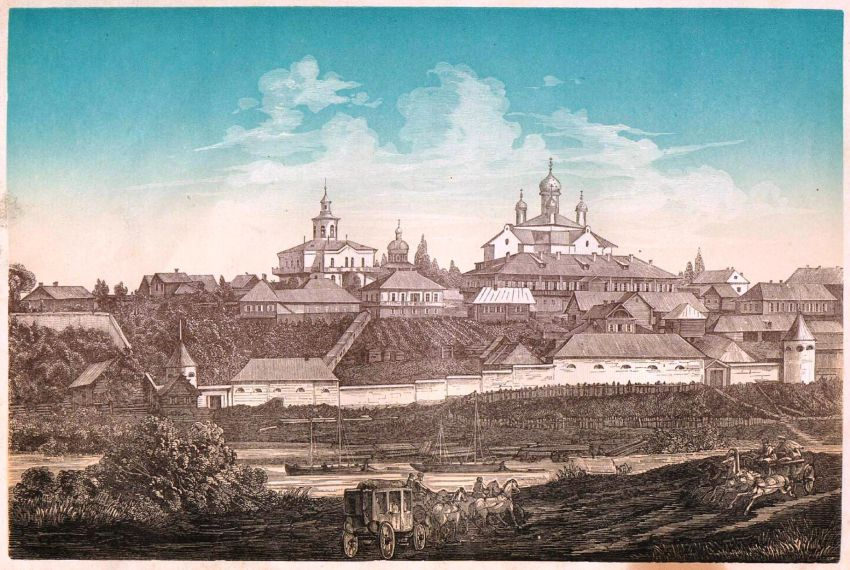
Oufa entre 1858 et 1917.

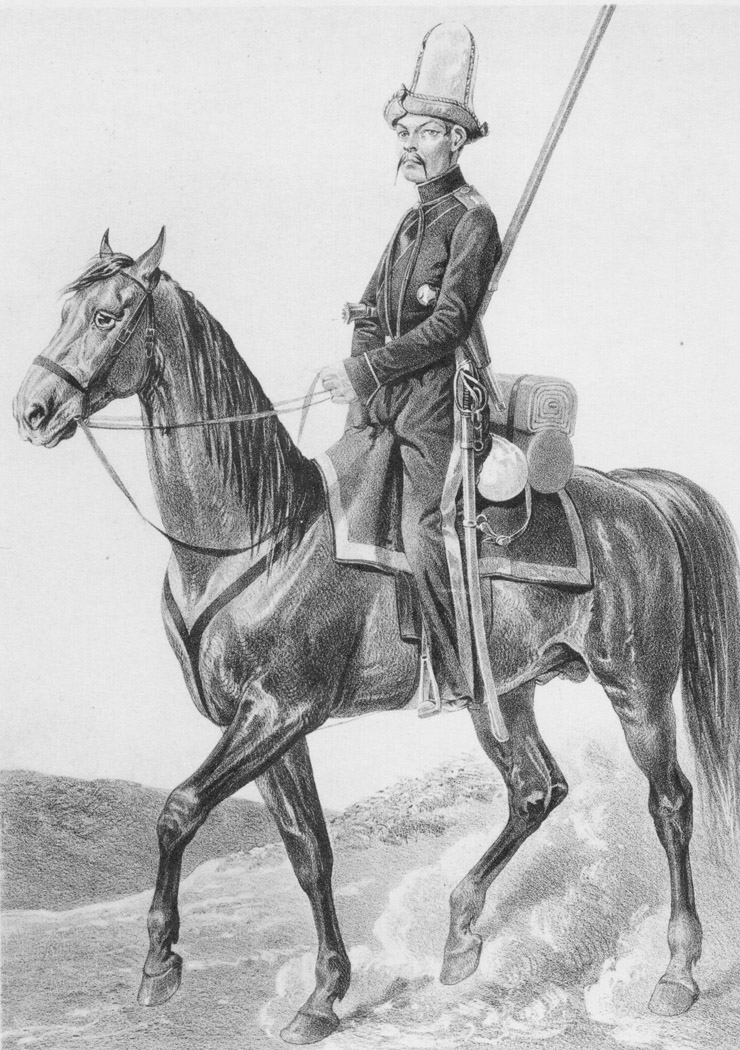
Cavalier bachkir, 1841.

En 1708, la région faisait partie du gouvernement de Kazan. En 1744, elle est intégrée au nouveau gouvernement d'Orenbourg dont Oufa a été la première capitale. Au début du XIXe siècle, le gouvernement d'Orenbourg et Oufa compte environ un million d'habitants. La région des monts Oural est importante par ses ressources minières. Oufa a 6 000 habitants et un millier de maisons, deux mosquées construites en brique, 7 églises, 2 couvents, un séminaire, une école primaire et une d’arrondissement. Son évêque porte le titre d'archevêque d'Orenbourg et Oufa. Au nord-ouest d'Oufa, Menzelinsk compte 500 maisons, autant que Tcheliabinsk située plus à l'est. Kargala (Tatarskaya Kargala) est un bourg marchand tatar. La région est peuplée pour moitié de Russes et pour moitié de musulmans, notamment des Bachkirs. Selon le géographe Conrad Malte-Brun, ces derniers sont robustes, le visage assez plat ; « Malgré leur extérieur rude et sauvage, ils sont gais et hospitaliers, mais enclins au pillage ». Ils ont quelques écoles où les enfants n'apprennent que la lecture et des rudiments de religion et conservent des rites préislamiques. Ils sont divisés en 34 hordes commandées par un ancien. Leur richesse consiste principalement en chevaux dont ils mangent la chair et consomment le lait fermenté (koumis). Ils pratiquent aussi l'apiculture et la chasse à l'ours. Ils fournissent des cavaliers armés d'arcs à l'armée russe. Ils ne paient pas d'impôts mais sont obligés d'acheter du sel dans les magasins d’État. Les Tatars d'Oufa, sédentaires, sont de bons agriculteurs et presque tous leurs villages ont une école. Les femmes portent de riches vêtements et bonnets ornés de kopeks (pièces d'argent) ou autres parures.
En 1865, la région d'Oufa est détachée d'Orenbourg pour former un gouvernement séparé. 
Pendant la révolution russe de 1905, des heurts opposent les paysans musulmans et russes.
En mai 1918, au début de la guerre civile russe, la Légion tchécoslovaque se soulève contre les Bolcheviks et s'empare d'Oufa. Pendant que les Armées blanches antibolchéviques marchent vers Perm, les soldats rouges reviennent par le sud et reprennent Oufa le 23 juin. L'amiral Alexandre Koltchak, chef de l'Armée blanche de Sibérie, décide de reprendre la ville. Après une première tentative infructueuse le 31 décembre 1918, les Blancs s'en emparent le 13 mars 1919 mais en sont de nouveau chassés le 9 juin.
Entre-temps, le 14 juin 1922, le gouvernement soviétique a proclamé la suppression du gouvernement d'Oufa  pour le remplacer par la République socialiste soviétique autonome bachkire dont Oufa devient la capitale.

## Subdivisions administratives
Au début du XXe siècle le gouvernement d’Oufa était divisé en six ouïezds : Belebeï, Birsk, Zlatooust, Menzelinsk, Sterlitamak et Oufa.

## Population
En 1897 la population du gouvernement était de 2 220 497 habitants, dont 41,0 % de Bachkires, 38,0 % de Russes, 8,4 % de Tatares et 3,7 % de Maris.

## Personnes notables
Parmi les personnes connues du Gouvernement d'Oufa, on peut citer :
- Gaïnan Khaïri (en), poète, écrivain et dramaturge bachkir,
- Chaïkhzada Babitch, poète et homme politique bachkir,
- Bary Kalimoulline (en), architecte et activiste russe.

### Sources et bibliographie
- Conrad Malte-Brun, Précis de la géographie universelle, Volume 6, Paris, 1833
- Tony Jaques, Dictionary of Battles and Sieges: P-Z, vol. 3, Greenwood Press, 2007, p.1050